# Agent Provocateur (azienda)
Agent Provocateur è un'azienda britannica specializzata nella produzione di lingerie fondata da Joseph Corré e Serena Rees, con 100 negozi in 13 nazioni. Nel 2007 3i, il fondo di private equity, ha comprato l'80% della compagnia per 60 milioni di sterline.

## Storia

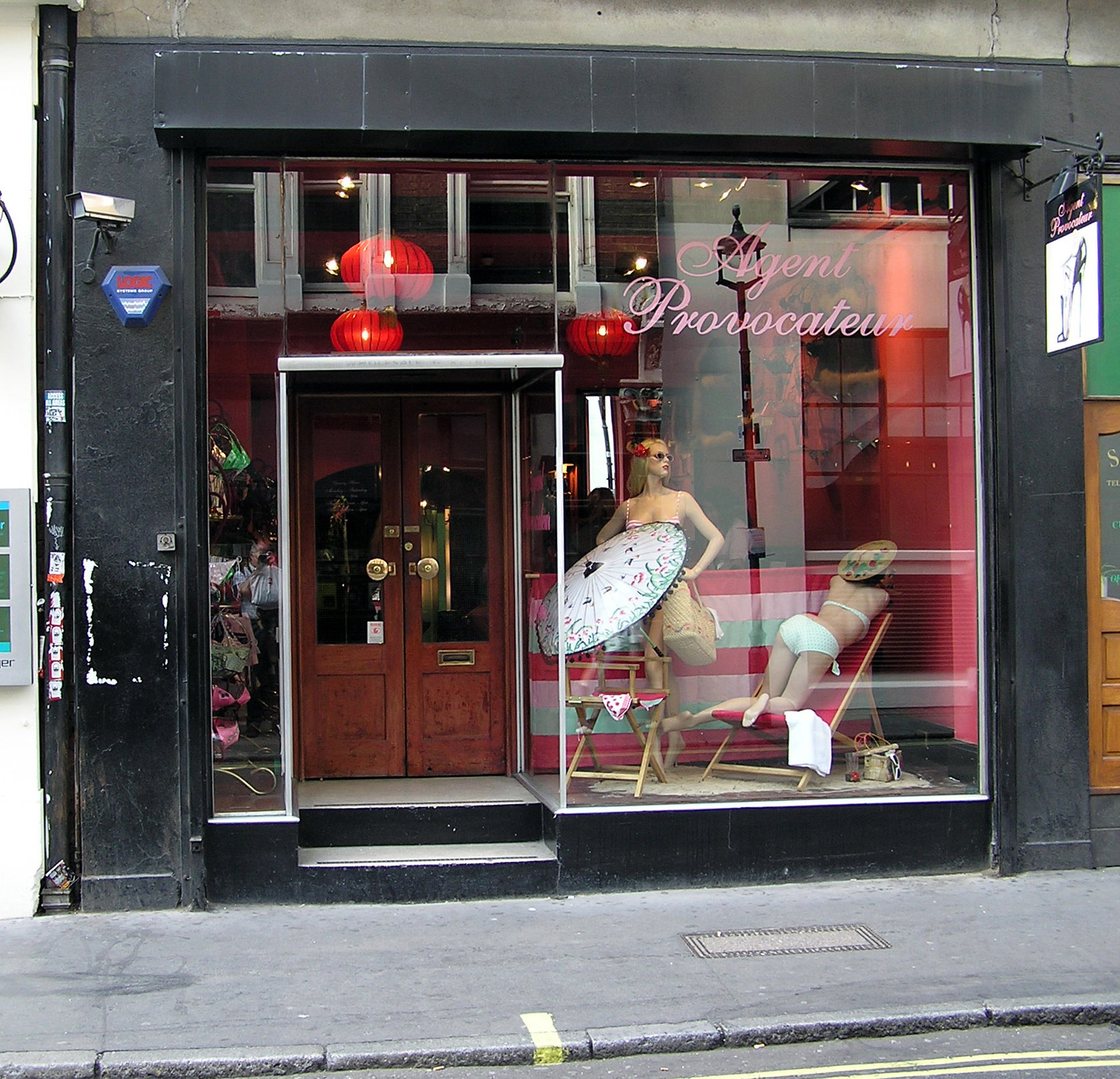
Il primo negozio di Agent Provocateur, su Broadwick Street, a Soho, Londra

Agent Provocateur fu fondata dagli allora coniugi Serena Rees e Joseph Corré, figlio di Vivienne Westwood; il primo negozio aprì a Soho, su Broadwick Street.
Dopo il divorzio dei fondatori nel 2007, Agent Provocateur è stata acquistata da 3i; Garry Hogarth è al 2008 il CEO.
Dopo l'acquisto la compagnia si è espansa aprendo negozi in 13 nazioni.

## Prodotti e marketing

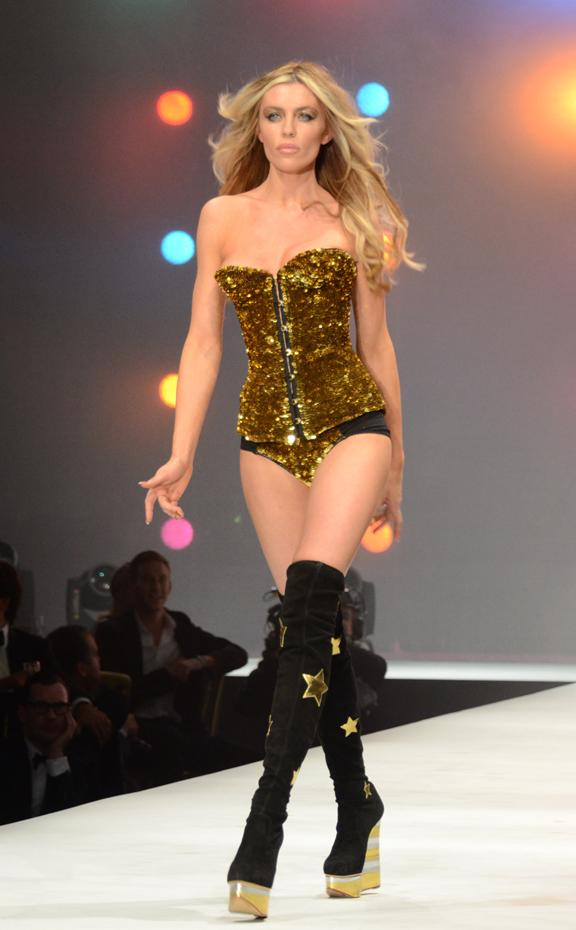
Abbey Clancy wearing Agent Provocateur at Lingerie London, October 2012

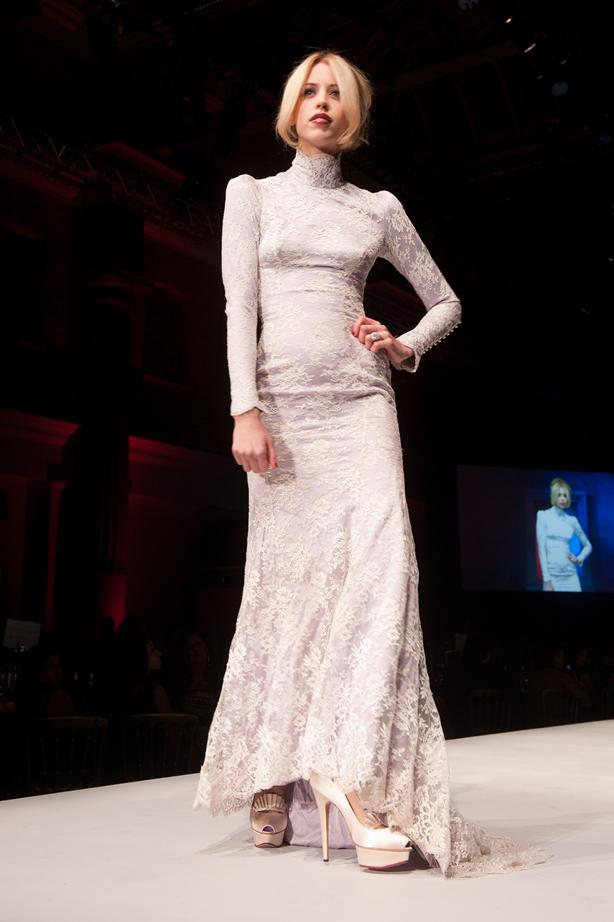
Peaches Geldof wearing Agent Provocateur at Lingerie London, October 2012

Nel 2000, Agent Provocateur ha prodotto il suo primo profumo, chiamato anch'esso Agent Provocateur.
Nel marketing Melissa George, Chloe Hayward e Elettra Wiedemann sono comparse in una campagna pubblicitaria di John Cameron Mitchell, dove si incitava le donne a prendere il controllo del proprio destino indossando lingerie.
Nel dicembre 2001 Agent Provocateur ha prodotto un cortometraggio pubblicitario dove Kylie Minogue cavalca un cavallo indossando la lingerie della compagnia.
Kylie Minogue nel 2001 e Kate Moss in 2006 hanno posato come modelle; Maggie Gyllenhaal ha sostituito Kate Moss come nuovo volto della loro linea nel 2007.
Nel gennaio 2014, Hailey Clauson è al centro di una campagna chiamata “Behind Closed Doors”, fotografata da Miles Aldridge.

## Controversie
Agent Provocateur ha avuto alcune pubblicità proibite dall'Advertising Standards Authority britannica perché giudicate "degradanti per le donne".

## Galleria d'immagini

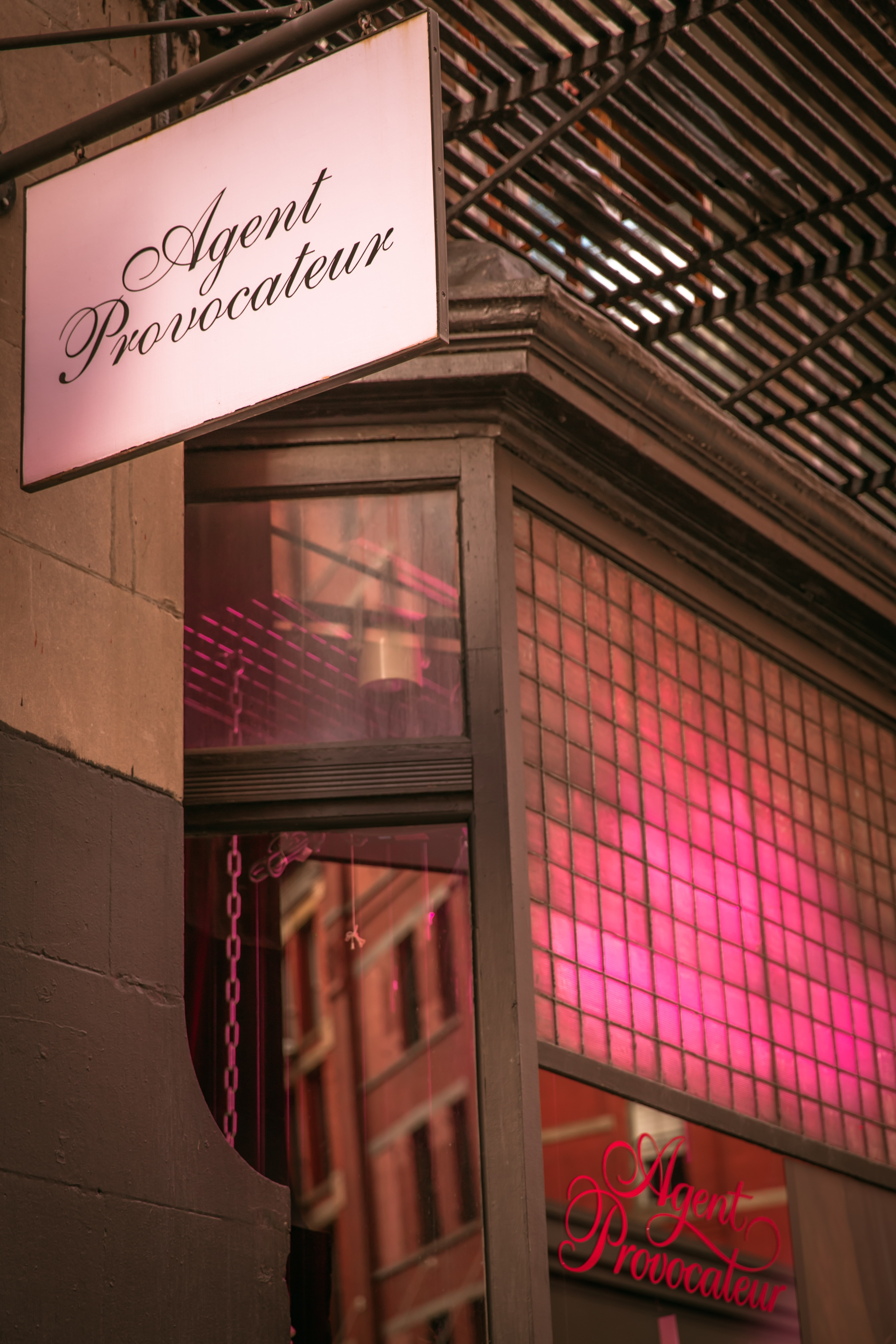
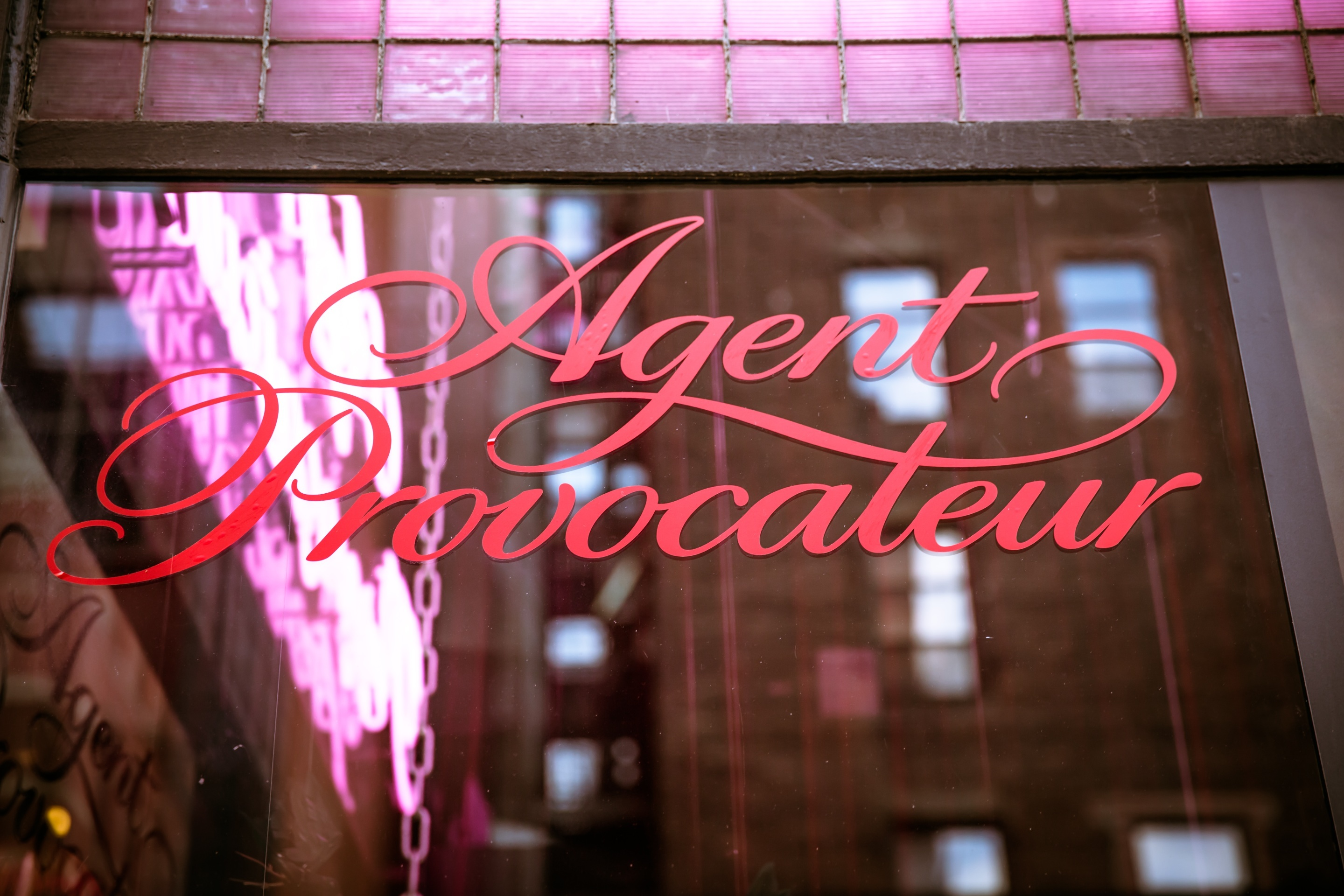
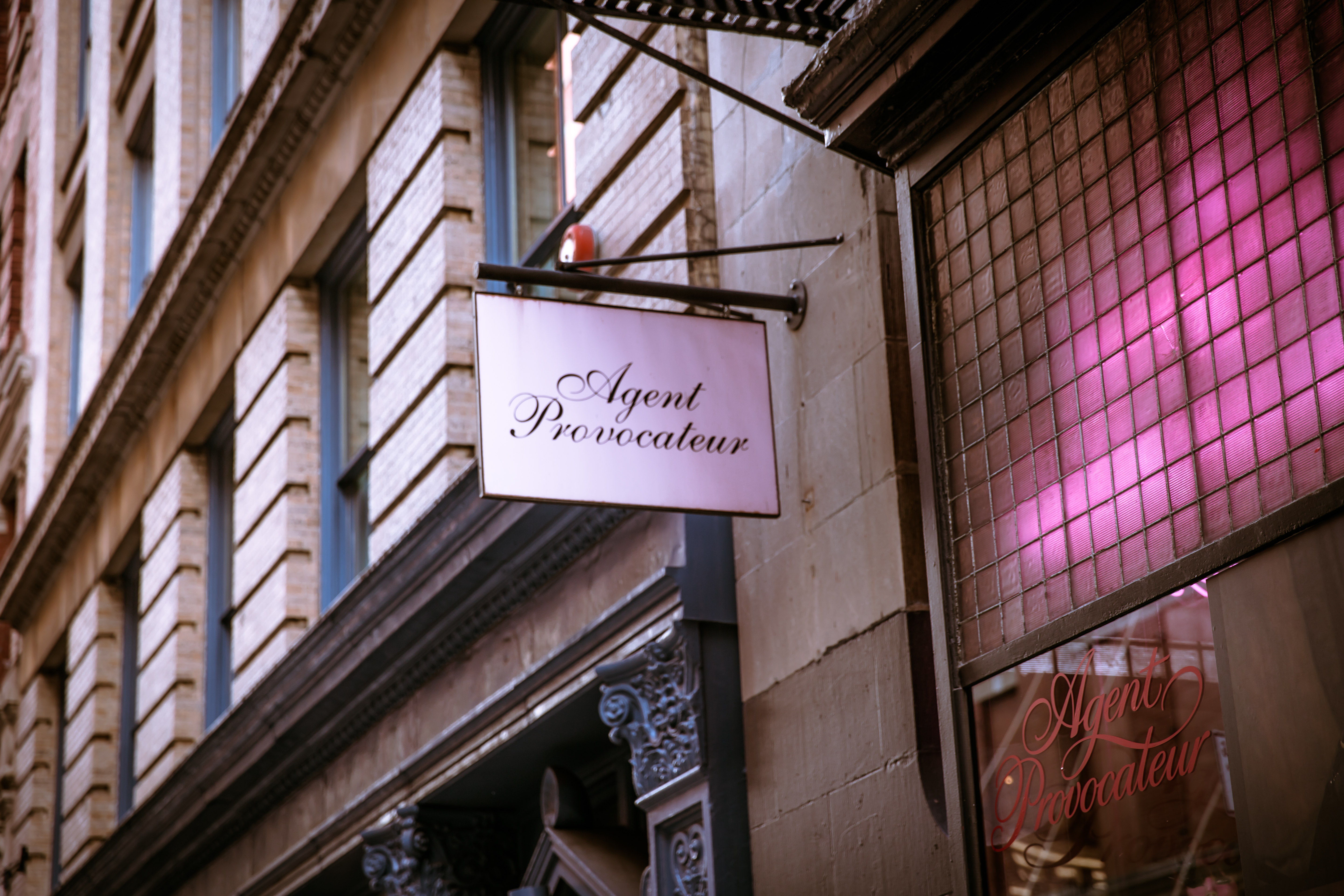
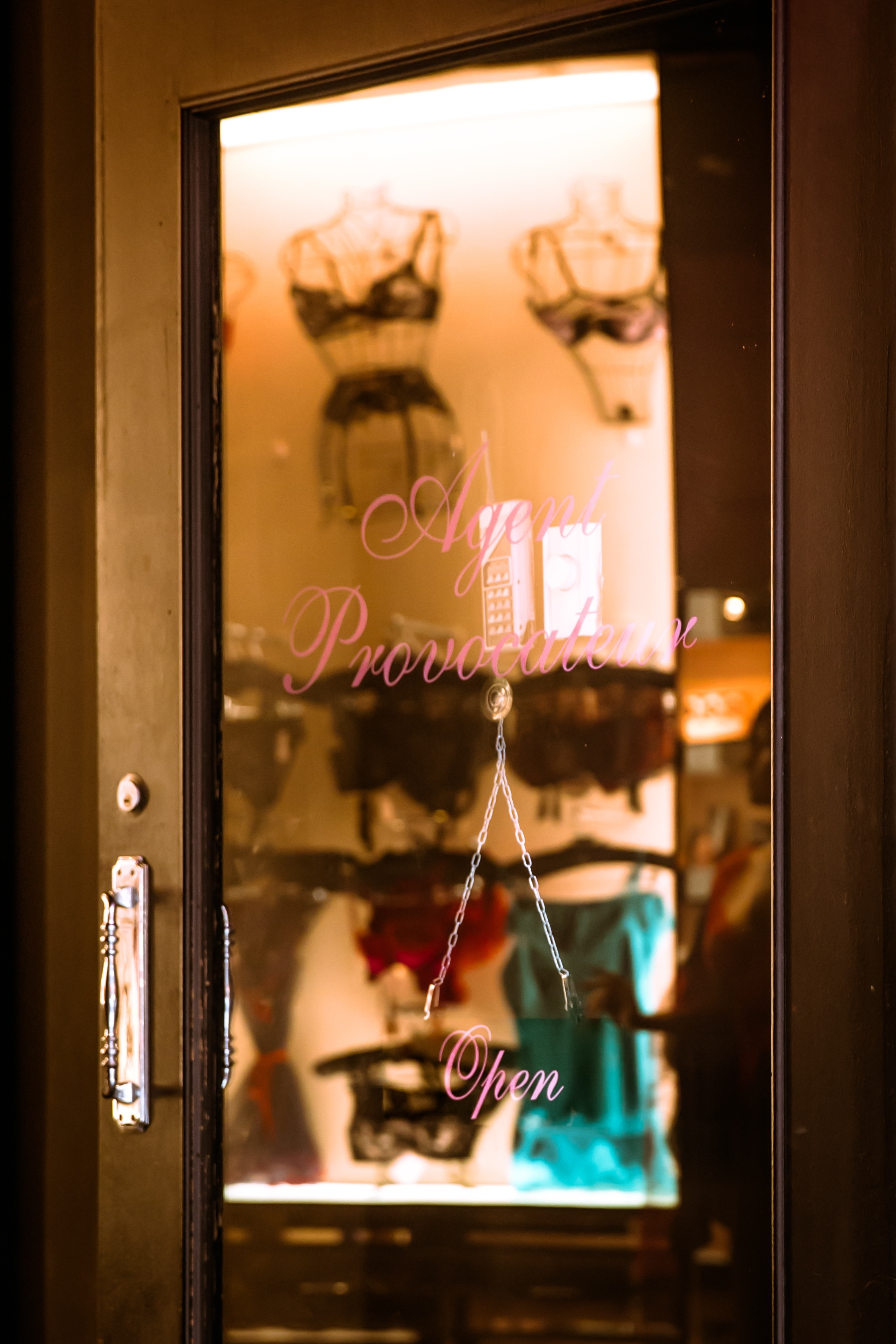